# ブルンジ

ブルンジ共和国
Republika y'Uburundi（ルンディ語）
République du Burundi（フランス語）
Republic of Burundi（英語）

国の標語：Unité, Travail, Progrès
（フランス語: 統一、労働、進歩）
国歌：Burundi Bwacu（ルンディ語）
我らのブルンジ 

1. 

ブルンジ共和国（ブルンジきょうわこく）、通称ブルンジは、東アフリカの内陸部にある国家。ルワンダ、コンゴ民主共和国、タンザニアと国境を接する。一方で多数派のフツと少数派のツチの間で対立があり、1962年の独立以降はたびたび衝突し1993年には内戦にまで発展している。「政治的首都」はギテガであるが、最大の都市であるブジュンブラが「経済的首都」と定められている。

## 国名
正式名称はルンディ語でIrepuburika y'Uburundi、Republika y'Uburundi、通称、Uburundi（ウブルンディ）。フランス語でRépublique du Burundi、通称、Burundi（[buʁundi]、ブルンディ）。英語でRepublic of Burundi、通称、Burundi（[bʊˈruːndi, bə'rʌndi]、ブルーンディ）。日本語の表記はブルンジ共和国。通称、ブルンジ。
「ブルンジ」の「ブ」はルンディ語で「国」を意味し「ルンジ」はこの国の民族のルンディ族を意味する。故に、ルンディ語で「ルンディ族の国」という意味となる。

## 歴史

### 独立前
16世紀ごろに、中央部の高原にブルンジ王国が成立した。18世紀には、干ばつや疫病、奴隷商人の襲撃などを免れたため周辺諸国に対し相対的に強力となり、この繁栄は19世紀まで続いた。
1884年にはドイツの勢力圏に入り、のちにドイツ領東アフリカの一部となったが、ドイツはブルンジ王国の統治構造に全く手をつけず、間接統治を行った。1914年に第一次世界大戦が勃発するとブルンジはアフリカ戦線の一部として戦闘が始まり、1916年にはベルギー領コンゴからの軍によって制圧された。
第一次世界大戦が終結すると、1923年には隣国ルワンダとともに国際連盟委任統治領ルアンダ＝ウルンディとしてベルギーの統治下に入った。ベルギー政府もドイツの方針を受け継ぎ、ブルンジ王国を存続させて間接統治を継続した。1946年には国際連合の成立により、その信託統治領に改組された。1950年代後半に入ると徐々に政治参加の拡大を求める動きが見られるようになり、1961年年9月8日の植民地議会選挙において、王太子のルイ・ルワガソレ（ムワンブツァ4世の第1王子）率いる国民進歩統一党 (UPRONA) が勝利した。ルイ・ルワガソレは首相に就任したものの、独立を目前にした1961年10月13日、暗殺された。

### 独立後
1962年、ブルンジ王国はムワミ（国王）ムワンブツァ4世を元首としてベルギーから独立した。しかしフツ・ツチ両民族の対立による政局の混乱が続き、1966年7月には反乱によってムワンブツァ4世が追放されてその第2王子であるンタレ5世が即位したものの、彼も同年11月にミシェル・ミコンベロ首相によって追放され、ミコンベロは王政の廃止と共和制の樹立を宣言してブルンジ共和国を成立させ、自らは大統領に就任して、国民進歩統一党の後身である民族進歩連合 (略称は同じくUPRONA)の一党制国家を樹立した。 
共和制樹立後も、政治の混乱はおさまらなかった。1972年には少数民族のツチ族による支配に不満を持つフツ族の反乱で1万人のツチ族が殺害されると、その報復として同年4月から10月にかけてツチ族系の軍隊がフツ族10万人を殺害するという事件につながった。このとき、帰国してギテガの自宅に軟禁されていた前国王ンタレ5世も殺害された。1976年にはジャン＝バティスト・バガザ中佐がクーデターを起こしてミコンベロを追放し、1979年には形式的な民政移管を行った。
1987年9月、国軍による無血クーデターでバガザ政権が倒れ、ツチのピエール・ブヨヤ政権が誕生した。ブヨヤ政権は民族融和を推進するが、民族間の抗争を止めることはできず、1988年には再びフツの暴動によってツチの虐殺が起こり、これを鎮圧する軍によってフツも虐殺された。ブヨヤ政権は事態を収めるため、フツから首相を指名する他、複数政党制を導入し1993年6月には複数政党制で大統領選挙を行った。

### ブルンジ内戦
選挙の結果、フツ主体の野党であったブルンジ民主戦線(FRODEBU)のメルシオル・ンダダイエが勝利をおさめ、フツとして初の大統領に就任し、続く議会選挙でも勝利した。しかし10月にはクーデター未遂事件がおこり、ンダダイエ大統領がツチ族強硬派に暗殺された。これによりブルンジ内戦が勃発し、多くの死傷者と難民が発生した（en:Burundian Genocide#1990–1994）。翌1994年2月にはブルンジ民主戦線からシプリアン・ンタリャミラが大統領に選出されたものの、わずか2ヶ月後の1994年4月に、ンタリャミラとルワンダ大統領ハビャリマナが搭乗したルワンダ大統領機がキガリ国際空港上空で撃墜され、ンタリャミラも死亡した。ハビャリマナとンタリャミラ両大統領暗殺事件である。これによって再び暴動が勃発したものの、シルヴェストル・ンティバントゥンガニャが後任の大統領に選出されていったんは収束した。しかし、ルワンダ内戦によって多数のフツ難民が流入したこともあって再び混乱が始まり、政府はこれを収拾することができなかった。
この事態の打開を目指して1996年7月にツチ主体の軍部がクーデターを起こし、ブヨヤ元大統領が再び大統領に就任して暫定政権を作ったものの、国際連合もアフリカ統一機構もこれを承認しなかった。ブルンジに対して経済制裁が行われたが1997年には緩和され、1998年から和平交渉が始まり、2000年に近隣諸国の仲介で和平協定が成立した。2001年には暫定政府が成立し、2003年にはブヨヤがフツのドミシアン・ンダイゼイエへと政権を委譲した。その後、総選挙を経て2005年8月に民主防衛国民会議・民主防衛勢力 (CNDD-FDD) 党首でフツ系のピエール・ンクルンジザが大統領に就任した。しかし、同じフツ系の旧反政府組織の民族解放軍 (FNL) はその過程を拒否し、武装活動を続けたものの、2006年9月にブルンジ政府とFNLとの間に正式な和平と権力分担が合意され、ンクルンジザ大統領とアガトン・ルワサFNL議長が和平合意に調印し、2009年には和平プロセスが完了した。

### ンクルンジザ政権
内戦を終息させたンクルンジザ政権は強権化していき、2015年4月には憲法で禁じられている3選への出馬を巡ってデモなどの抗議活動が激化し始めた。そして5月13日にはゴドフロア・ニヨンバレ少将がクーデターを起こして大統領の追放を宣言したものの、プライム・ニヨンガボ軍参謀長ら大統領支持派はこれを否定して直ちに反撃に移り、14日には首都ブジュンブラで市街戦が勃発した。同日、外遊中だったンクルンジザ大統領が帰国し、15日には幹部や部隊が投降してクーデターは鎮圧された。
ただしこの混乱で10万人以上が国外に脱出した上、クーデター鎮圧後も激しい抗議デモが続いたものの、6月29日には議会選挙が、7月21日には大統領選挙が予定通り実施され、ンクルンジザ大統領は3選された。
しかしその後も、8月2日に大統領の腹心が暗殺されたり、12月には首都の軍事施設が武装集団に襲撃されるなどの混乱が続いた。2016年7月にはこの混乱を終息させるため1年間の国連警察部隊の派遣が決定した。こうした中、ンクルンジザ大統領は混乱の発端となった大統領任期の延長を目指し、2018年5月18日には憲法改正の国民投票を成功させてさらに2期、2034年までの在任を可能とさせた。
2019年1月16日、ブルンジ議会の承認に伴いブジュンブラからギテガへの政治の首都機能移転が決定した。今後、ブジュンブラは経済の首都となる（2018年公布の新憲法によれば、ブルンジは経済の首都と政治の首都を別に定めることができる）。
2020年5月20日に大統領選挙が行われたが、ンクルンジザは立候補せず、その後継となったエヴァリステ・ヌダイシミエが当選した。しかし、大統領退任を間近に控えた同年6月9日、ンクルンジザが心臓疾患で急死した。ンクルンジザの残余任期は国会議長のパスカル・ニャベンダが大領領代行として務め、次期大統領は8月に就任する予定であった。6月15日、ブルンジ憲法裁判所はニャベンダの暫定就任を認めず、ヌダイシミエに対して「速やかに」就任することを決定し、これを受けて大統領宣誓は前倒しされヌダイシミエは6月19日に就任した。

## 政治

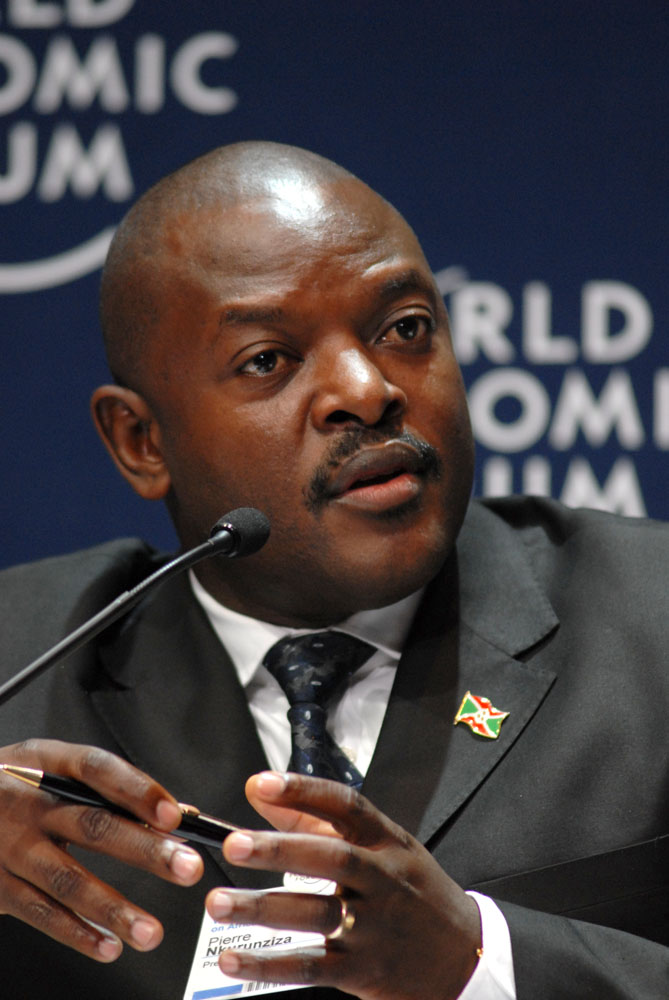
第9代大統領ピエール・ンクルンジザ

ブルンジは共和制、大統領制をとる立憲国家である。現行憲法は2018年に制定されたもの。

### 行政
国家元首である大統領は国民の直接選挙により選出され、任期は5年、3選は禁止とされていたが、2018年の憲法改正によって3選禁止は維持されたものの大統領任期は7年に延長され、さらに「憲法改正から改めて2期まで」とされた。内閣に相当する閣僚評議会のメンバーは、大統領が任命する。首相職は一度1998年6月12日に廃止されるも、2020年6月23日に再設置された。
一方で首相職と入れ替わる形で設置された副大統領職は首相職復活後も廃止されていない。

### 立法
議会は両院制で、上院と国民議会（下院）で構成される。上院は37議席以上54議席未満と規定され、全17県から間接選挙により選出される地方・民族代表（任期5年）と、歴代国家元首（終身任期）により構成される。国民議会は比例代表制に基づき選出された議員で構成され、定数は100議席を下回ってはならないとされている。任期は5年。得票率が2%を下回った政党や会派は議席を獲得できない。

### 政党
主要政党ではフツ系政党民主防衛国民会議・民主防衛勢力 (CNDD-FDD)が大きく、過半数を得て与党となっている。このほかの政党としては、ミコンベロ、バガザ、ブヨヤの3人の大統領を輩出したツチ系政党の民族進歩連合 (UPRONA) や、ンダダイエ、ンタリャミラ、ンティバントゥンガニャ、ンダイゼイエの4人の大統領を輩出したフツ系政党ブルンジ民主戦線 (FRODEBU)が存在するが、UPRONAはわずかな議席にとどまっており、FRODEBUは2015年選挙に参加しなかった。

### 司法
最高司法機関は最高裁判所である。憲法裁判所も存在する。

## 国際関係
隣国ルワンダとは言語・社会構造・民族構成・地形などがほぼ共通しており、兄弟国と言っていい。さらにベルギーの信託統治下において、この2国はルアンダ＝ウルンディとして同一の植民地を形成していた。このため独立時には国際連合が統合したままのルアンダ＝ウルンディの独立を目指したものの、両国の強い反対を受けて分離独立を承認することとなった。
独立後、両国間の関係は独立以降1980年代末までは非常に険悪なものとなっていた。これは、ブルンジが王政が崩壊したあともツチが社会の中心となっていたのに対し、ルワンダは独立直前の革命によってツチの国王や社会上層を排除してフツ中心の社会を作り上げたためである。その後、1993年のフツ主導政権の成立によって両国関係は好転したものの、翌1994年4月にはブルンジのンタリャミラ大統領が便乗したルワンダ大統領機が撃墜されるハビャリマナとンタリャミラ両大統領暗殺事件が起こった。この混乱によってルワンダではツチが政権を握ったが、1996年にブルンジでツチのブヨヤ政権が成立すると関係は再び好転し、1996年の第一次コンゴ戦争および1998年から2003年の第二次コンゴ戦争においてブルンジはいずれもルワンダ・ウガンダ連合に支持を与えてコンゴ民主共和国政府と対立した。
国際連合やアフリカ連合に加盟しているが、2017年には国際刑事裁判所からの脱退を宣言した。

### 日本との関係
日本・ブルンジともに在外公館は置かれておらず、日本大使館は在ルワンダ日本大使館が、ブルンジ大使館は在中国ブルンジ大使館が兼轄している。
貿易はブルンジの大幅な入超となっており、2016年のブルンジから日本への輸出総額の94.7％はコーヒーで占められている。
- 在留日本人数 - 6人（2018年10月現在）[43]
- 在日ブルンジ人数 - 31人（2018年12月）[43]

## 軍事

### 情報機関
ブルンジの情報機関は国家情報局（SNR）であり、1984年にバガザ政権下で創設された「国家安全保障局」（Sureté nationale）の後継機関である。2006年からンクルンジザ政権により再編成されている。

## 地理

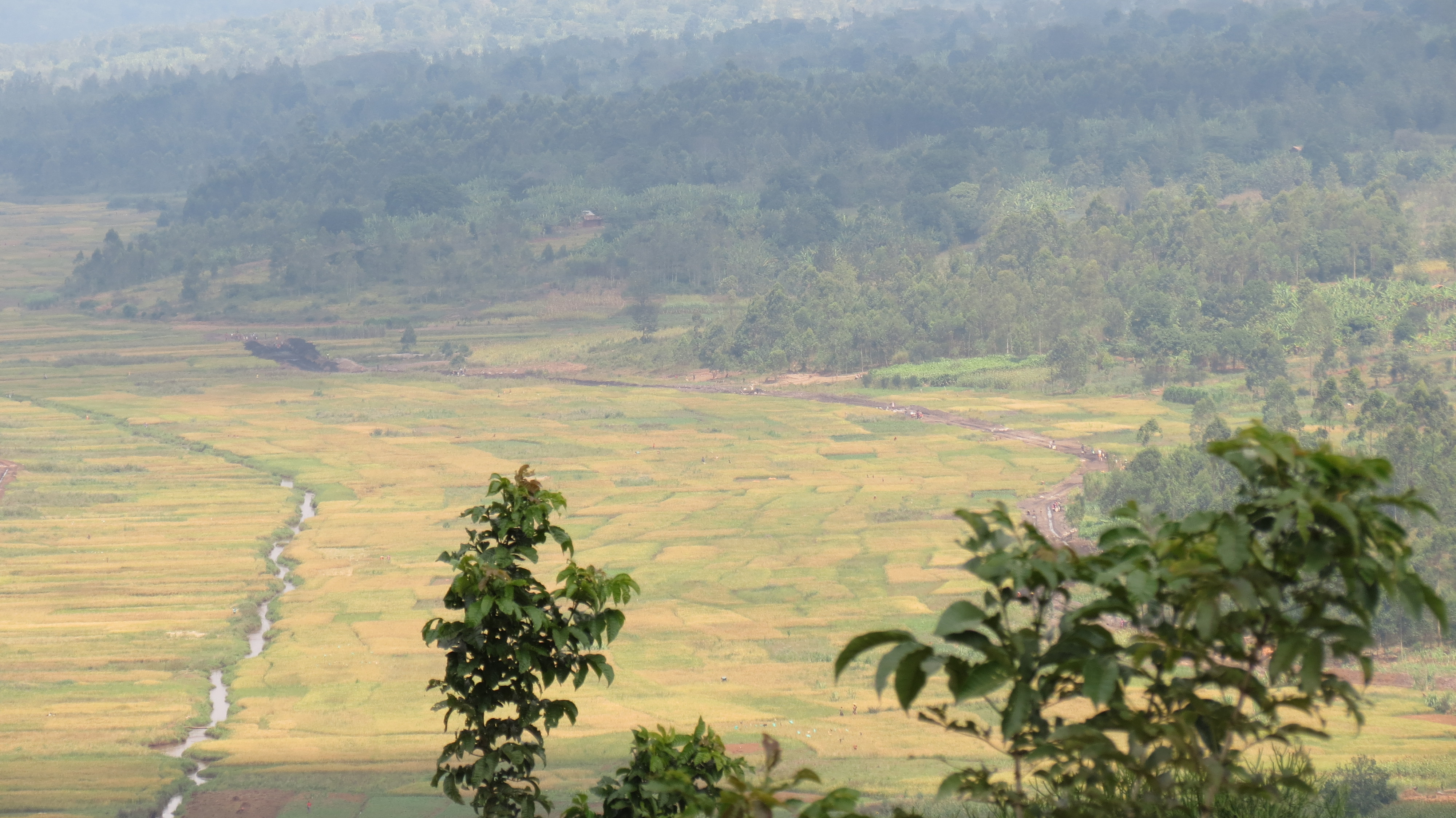
ブルンジ高原

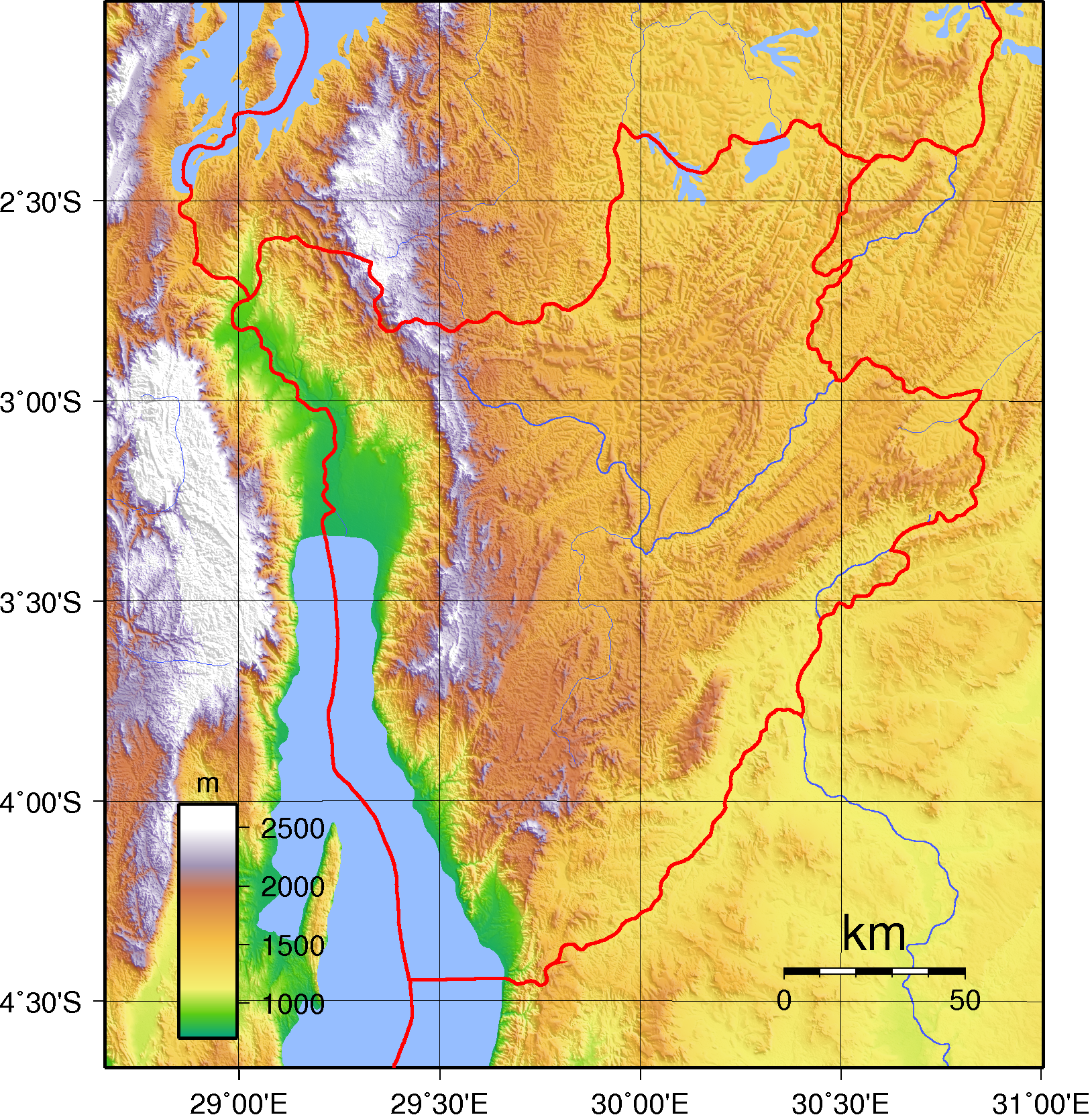
ブルンジの地形図

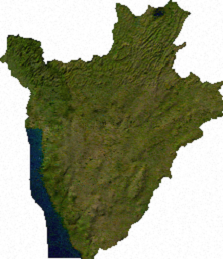
ブルンジの衛星写真

ブルンジは高原の国であり、タンガニーカ湖畔の最も低い地点でも標高は772mあり、国土の大部分は標高1500m以上である。
ブルンジの地形は大半が丘陵と山岳地帯で占められており、東側は台地となっている。国土は西端の低地、西部の山脈、そして中東部の高原に3分される。西端には南北にルジジ川とタンガニーカ湖が位置しており、コンゴ民主共和国との国境となっている。ルジジ川付近には平地が広がり、タンガニーカ湖の北東端には最大都市ブジュンブラが存在するものの、山脈が西端低地のすぐ近くから始まるため低地が少なく、タンガニーカ湖西岸には低地の発達が見られない。山脈はルワンダから南北に続いており、標高2000m以上になる。西側の急崖に比べ東側はなだらかに高度が下がっていく高原となっており、特に国土の中央に広がる標高が1500mから1800mの地帯は1000mm以上の多く安定した降水量に恵まれ、人口の稠密な農業地帯となっている。それより標高の低い地域では降水量も少なくなり乾期も長くなるため、特に東部や南部では人口密度は中央高地に比べ低くなっている。南部と東部の平原は、世界自然保護基金（WWF）から中央ザンベジアのミオンボ森林生態地域の一部として分類されている。国内の最高点はヘハ山で 2,684m（8,806ft）、最低点はタンガニーカ湖で772m（2,533ft）となっている。
ブルンジは土壌浸食が国内最大の環境問題となっている面を持つ。これは過放牧と農業の拡大を限界地にまで推し進めた結果である。また国内では洪水や地滑りによる自然災害が頻繁に発生している。

### 水脈・水路
主な河川は、コンゴ民主共和国との国境を形成するルシジ川で、タンガニーカ湖、マラガラジ川、ルブブ川に流れ込んでいる。主要な湖沼はタンガニーカ湖で、タンザニア、コンゴ民主共和国、ザンビアに跨る形で存在している。他にも国の北東部に多くの湖が存在する。

## 地方行政区分

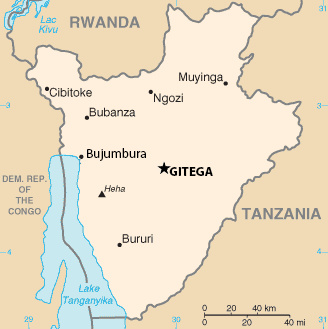
ブルンジの地図

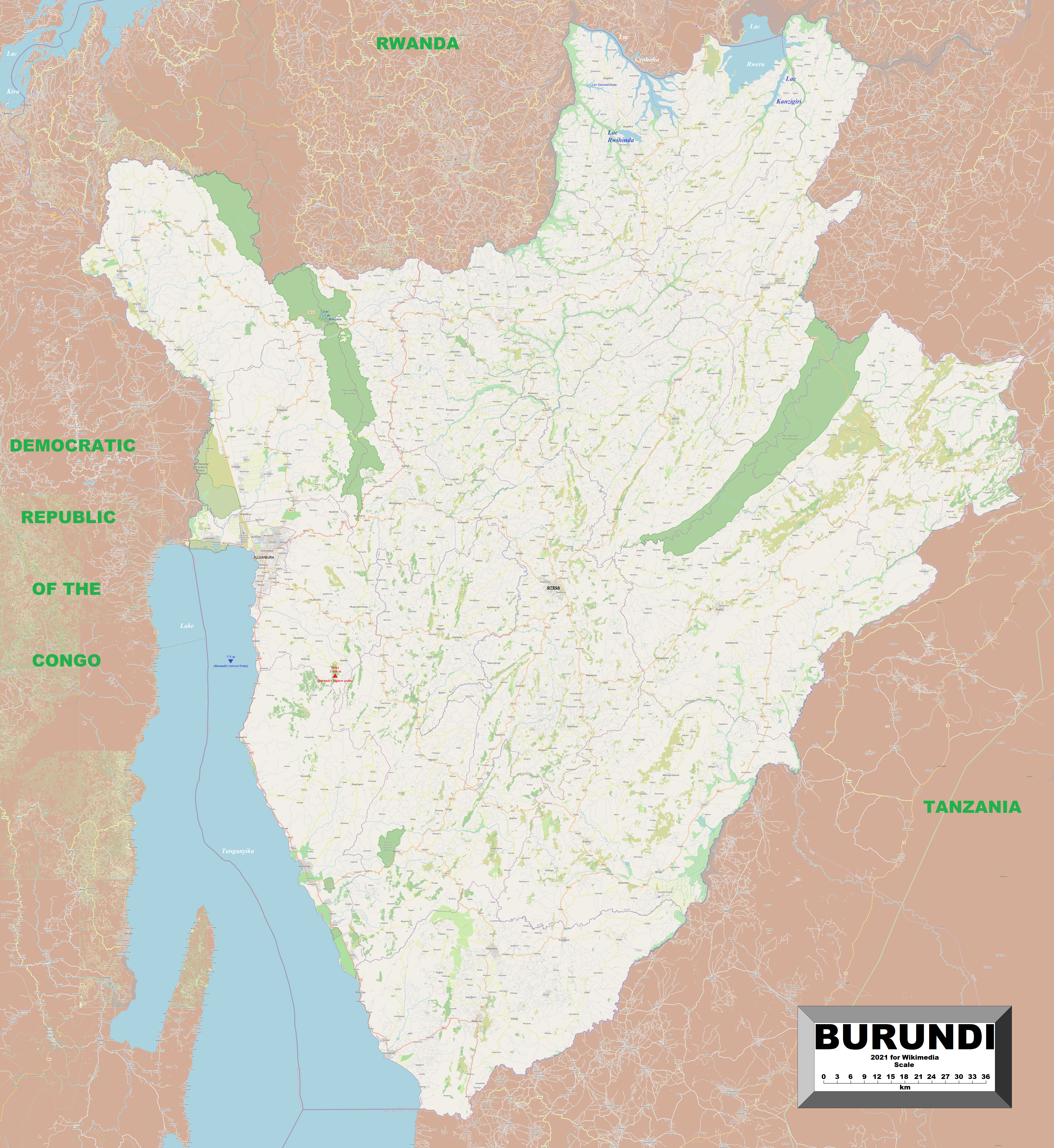
ブルンジの拡大詳細地図

ブルンジには5の県（あるいは州）が存在している。

### 主要都市
最大都市はタンガニーカ湖畔に位置するブジュンブラである。ブジュンブラは2015年には都市圏人口75万人を数え、2019年に首都移転が決定されるまでは首都であった。その後も経済首都とされており、国際空港やタンガニーカ湖の湖上水運など交通の要所ともなっている。これに次ぐ都市は国土の中央にあるギテガ（人口41000人、2008年）である。2019年にはギテガへの遷都が決定し、政治上の首都となることになった。

## 経済

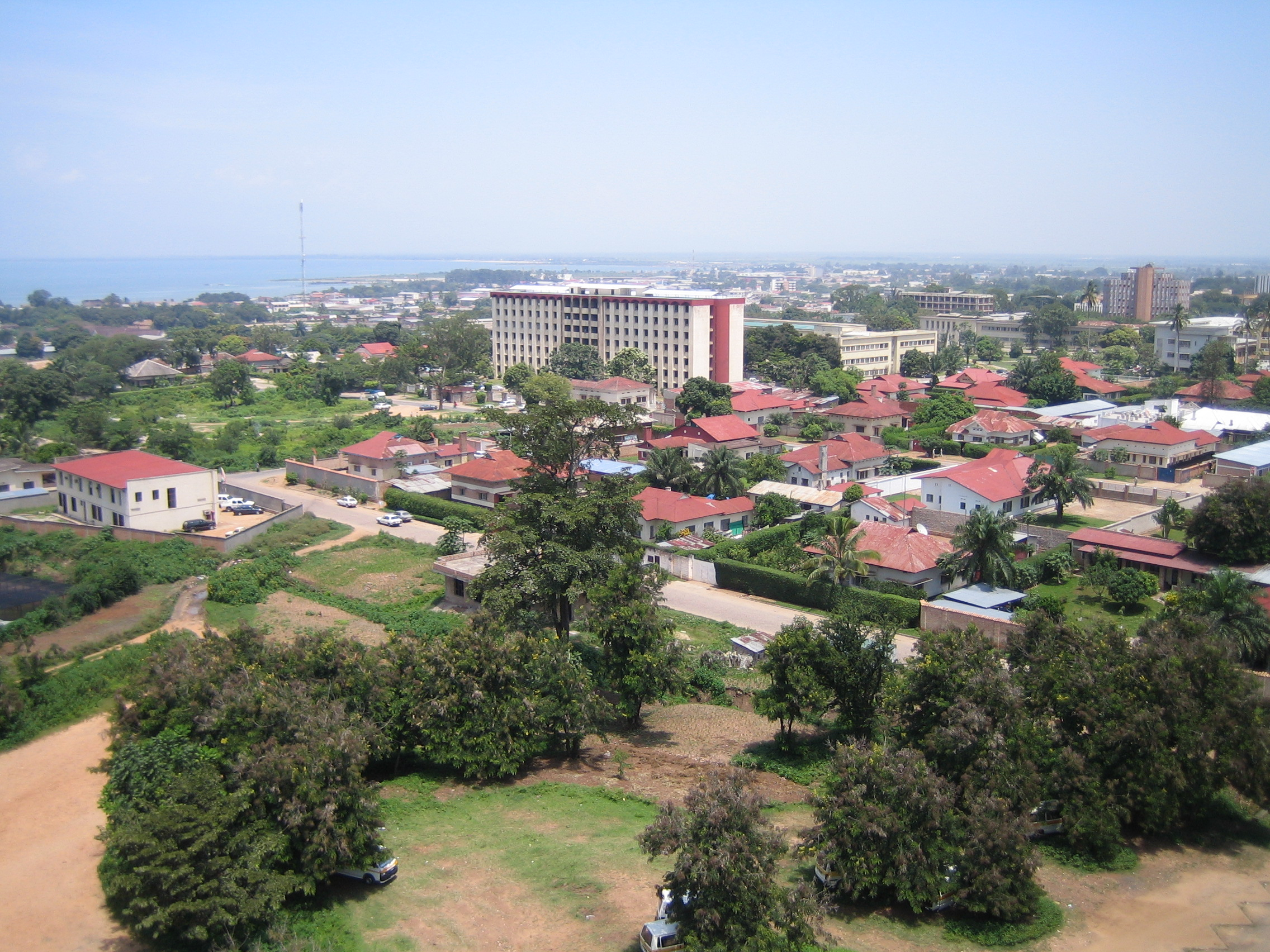
経済首都ブジュンブラの街並み

1950年以降のブルンジにおける一人当たりのGDP

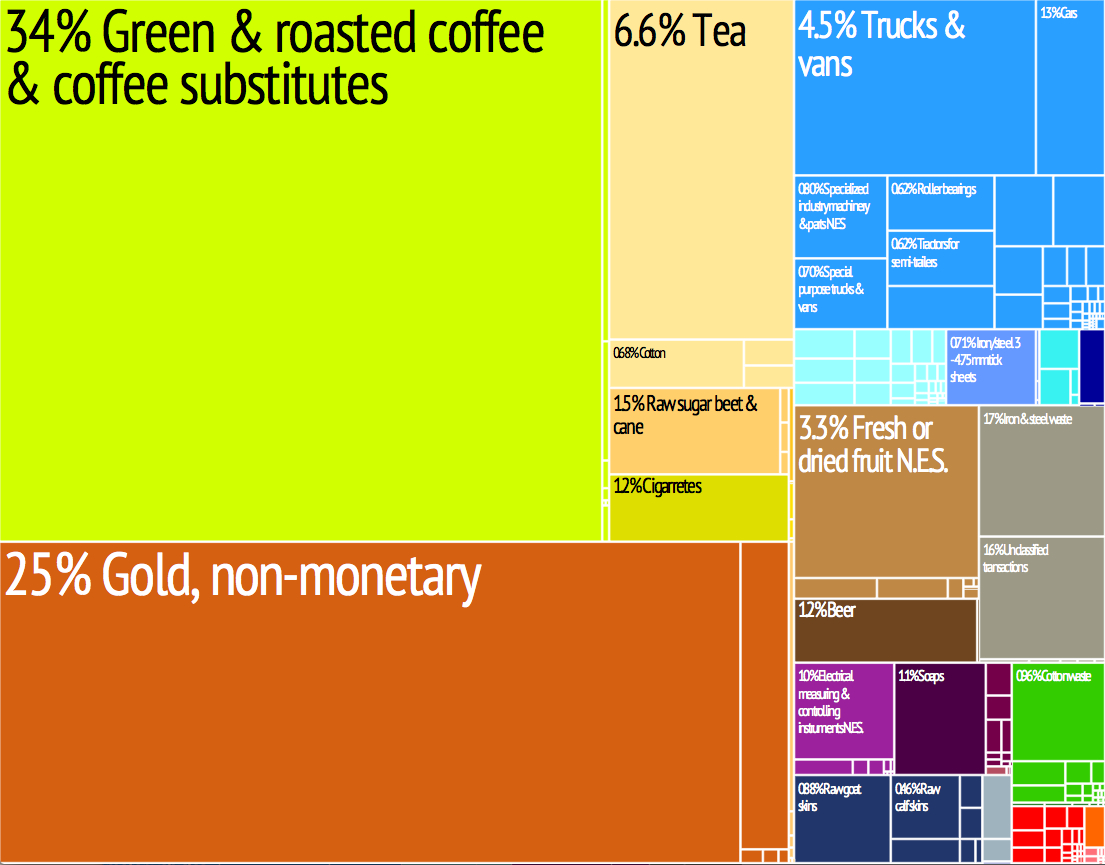
色と面積で示したブルンジの輸出品目（2009年時点）

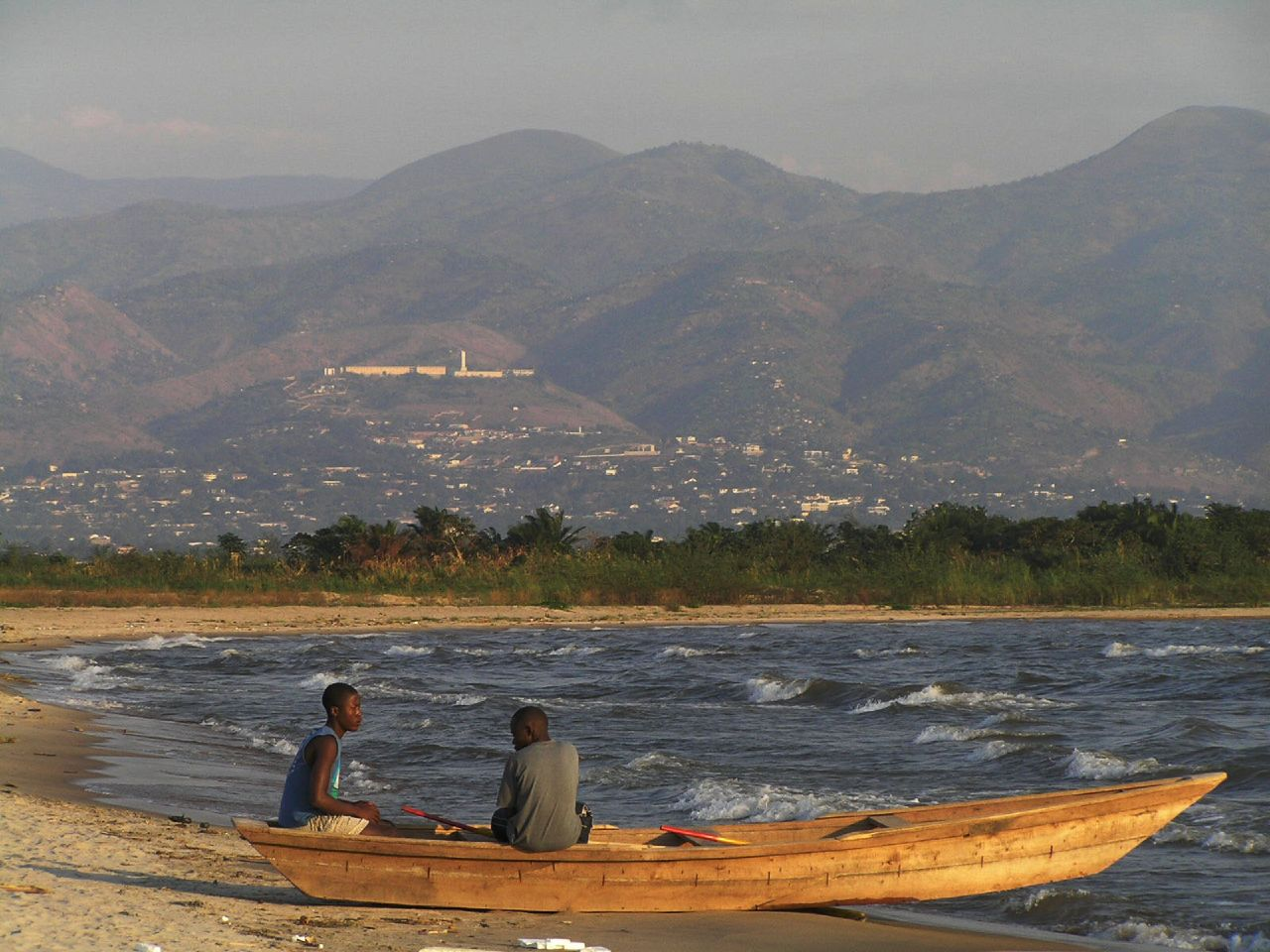
タンガニーカ湖の湖岸で休憩中の漁師

ブルンジはアフリカの中でも経済開発が遅れている国のひとつであり、世界最貧国に数えられている。
世界銀行によれば、ブルンジの2023年の1人あたりGNIは230ドルであり、データが存在する国・地域 、前年または前前年の数値から順位が推定可能な国・地域の中では198か国・地域中最下位と著しく低い。その他の様々な経済指標でも世界最低レベルである。2016年のGDP成長率は-0.5％、輸出は1.1億ドル、輸入は7.3億ドルであり、貿易は大幅な入超となっている。通貨はブルンジ・フラン、中央銀行はブルンジ共和国銀行である。

### 農業
主要産業は農業である。中でもコーヒー豆の生産は突出しており、1997年には総輸出の実に88％がコーヒー豆によって占められていた。一方可耕地面積に占める割合は1997年にはわずか2.6％にとどまっており、穀物の18.4％や根菜類の20.0％に遠く及ばない。このことは、輸出用作物がコーヒー豆に特化する一方で国内農業にはそれほどの重みを持たず、農業生産のほとんどが自家消費や国内消費用の作物によって占められていることを示している。コーヒー豆の輸出に占める割合はその後低下し、2015年には総輸出の33.6％となったが、依然としてブルンジ最大の輸出品であることには変わりがない。もう一つの重要な輸出用農作物は茶であり、2015年には総輸出の12.4％を占めて第2位の輸出品となった。
上記の通り、ブルンジ農業の主力は自給農業である。最も人口稠密な標高1400mから1800mの地帯においては、バナナの屋敷林と、畑においてはトウモロコシとインゲン豆の輪作が行われる。これより標高の低い地域ではキャッサバとラッカセイが主に栽培され、西部のインボ平野では高い需要からコメが国内市場への換金作物として栽培されており、標高の高い地域は牧畜が主となった。こうした複合農業は高い生産性を持ち、農民1人あたりの平均耕地がわずか0.4ha（2012年）という狭小さにもかかわらず、ブルンジの高い人口密度をとにかくも1980年代までは支えてきた。しかしその後食糧生産は悪化し、毎年のように他国から食糧援助が行われている。これに伴いブルンジは、食料農業植物遺伝資源条約に調印している。

### 天然資源
ニッケル、ウラン、希土類酸化物、泥炭、コバルト、銅、プラチナ、バナジウム、ニオブ、タンタル、金、スズ、タングステン、カオリン、石灰岩の埋蔵が確認されている。

## 交通
ブルンジに鉄道は存在しない。ブルンジの貿易は、近隣諸国との道路輸送のほか、タンガニーカ湖を利用した湖上水運も存在する。水運の拠点はブジュンブラ港であり、タンザニアのキゴマ港からの輸送のほか、ザンビアのムプルング港からの水運は南部アフリカ諸国とブルンジとを結ぶ重要交易路であり、取り扱いが急増している。とはいえ、ブジュンブラ港の貨物取扱量は122800t（2012年）にすぎず、量的にはさほど大きなものではない。しかし道路輸送の改善によって将来的な発展が見込める上、同港の施設の老朽化が進み、また取扱量に対して港湾設備が未整備であることから、日本の国際協力機構（JICA）は、2014年5月23日にブジュンブラ港港湾開発計画への無償資金援助を行った。ブジュンブラ国際空港はブルンジで唯一の国際空港であり、近隣諸国への航空便が就航している。

## 国民

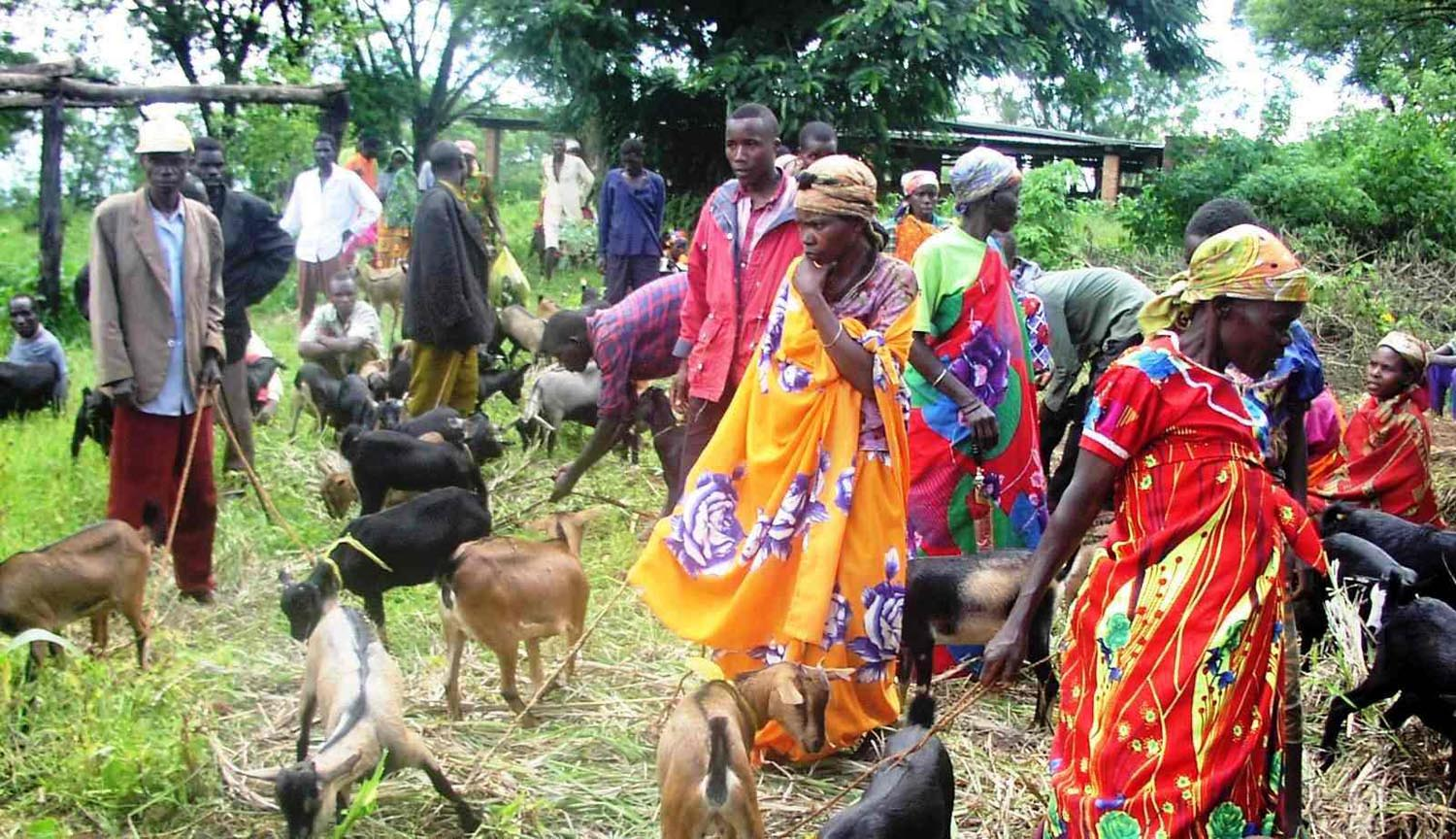
ヤギの世話をする人々

### 人口
ブルンジの人口は、独立時の1962年に260万人だったものが1986年には485万人、2017年には1086万人にまで増加した。良好な気候や肥沃な土地に恵まれているため古くから人口が多いが、国土が狭小であるため人口過剰が問題となっている。人口密度は2017年には1km2あたり390.4人に達し、農業主体で平原のない国家としては非常に高くなっている。

### 民族
ブルンジの民族は、フツ、ツチ、トゥワがいる。ブルンジにおいてフツとツチは長年にわたり激しく対立を続けており、幾度か両民族間で武力衝突や内戦が起きた。植民地時代には国王をはじめとして王国の上層を占めたツチが優勢であり、独立後もその状況は続いた。王政廃止後もツチの優勢は変わらず、さらに軍部をツチが握っていたためその後のクーデターにおいてもツチ優勢は続いた。1993年の民主選挙によって人口の多いフツがはじめて政治の実権を握ったものの、国内を統制することができず1996年には軍部のクーデターによって再びツチが実権を取り戻した。2001年には両民族共同の暫定政府ができ、2005年の大統領選挙においてフツのンクルンジザ大統領が当選することで政治の実権はふたたびフツへと移った。

### 言語
公用語がルンディ語とフランス語でスワヒリ語も話されている。ルンディ語はルワンダの多数派言語であるルワンダ語や、タンザニア北西部で話されるハ語とは方言連続体の関係にあり、相互理解が可能である。フツ・ツチ両民族間に言語差は存在せず、どちらもルンディ語を母語としており、ルワンダと共にブラックアフリカでは希有な単一言語国家となっている。2014年の憲法により英語も公用語に追加された。

### 宗教
カトリックが62.1%、プロテスタントが23.9%（うちアドヴェンティストが2.3%）、ムスリムが2.5%、その他の宗教が3.6%である。

### 教育
ブルンジには義務教育制度は存在せず、初等教育6年（7歳から13歳まで）、中等教育7年、大学が4年から7年となっている 。識字率は男性81.3%、女性68.4%（2021年推定）。
国民総幸福量のランキングでは常に非常に順位が低く、2016年度調査では調査国157カ国中最下位となった。

## 治安
ブルンジの治安は比較的悪いものとされている。同国から犯罪統計の公表はされていないものの、暴行・傷害、窃盗の犯罪件数が多く、外国人に対しては、ひったくりや侵入窃盗、置き引きなどの被害が多く発生しているとの報告が挙げられている。
ブルンジ国内の一部の地域および隣国であるコンゴ民主共和国との国境付近には、依然として武装勢力が存在しており、地元集落に対する襲撃や強盗などが発生しているとの通達がされている。また、都市部や郊外など地域を問わず、拳銃や手榴弾を使用した事件が発生している為、同国を訪れたり滞在する際には充分な注意が必要であることが求められている。

## 文化

### 食文化

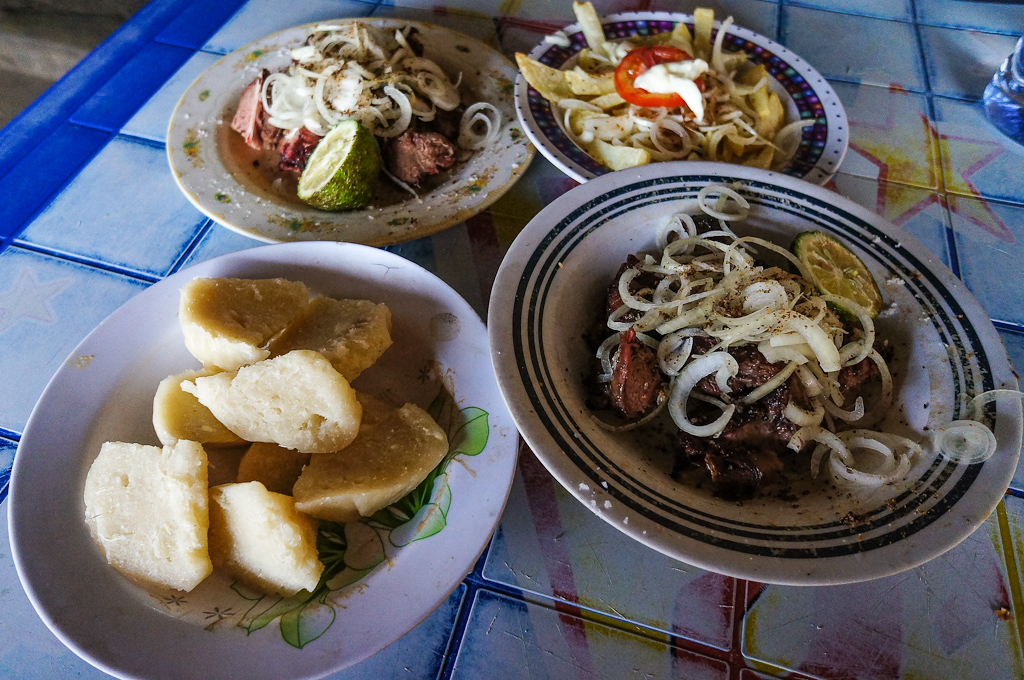
ブルンジ料理の一例

主食として用いる食材にはトウモロコシとプランテンが代表されている。一部の地域では、ブロシェット（brochettes）とフリットがベルギー植民地時代の名残として根強い人気を誇っている。

### 音楽

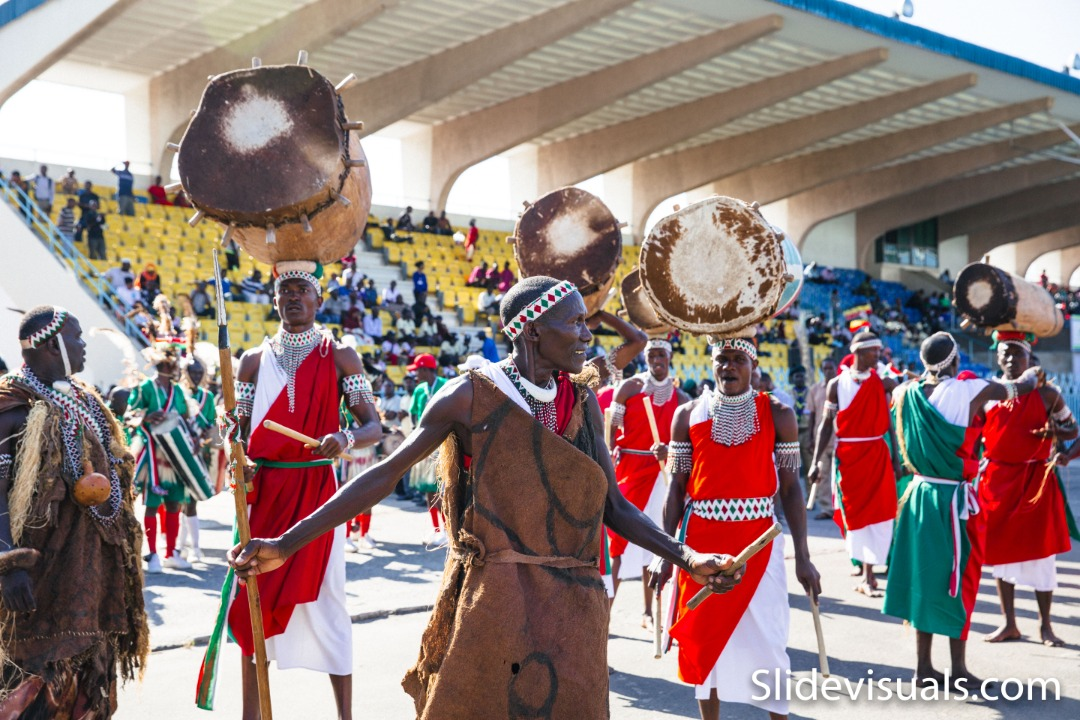
伝統衣装に身を包んだブルンジ王立太鼓隊の団員達

伝統的な楽器にはカリエンダが挙げられる。カリエンダは王国時代の国旗にも記されている。
ブルンジの打楽器合奏隊である『ブルンジ王立太鼓隊』の演奏は、誕生や葬儀、王の戴冠式の一部として行われている。

### 映画
ブルンジ国際映画・視聴覚フェスティバル（FESTICAB ）が毎年開催されている。

### 世界遺産
ブルンジには現在、世界遺産となるものは存在していない。ただし、1982年から世界遺産条約を批准しており、10件の候補が暫定リストに記載されている（2007年時点）。

### スポーツ
サッカー
ブルンジ国内でも他のアフリカ諸国同様に、サッカーが圧倒的に1番人気のスポーツとなっている。1972年にプロサッカーリーグの『ブルンジ・プレミアリーグ』が創設された。ブルンジサッカー連盟（FFB）によって構成されるサッカーブルンジ代表は、これまでFIFAワールドカップへの出場歴はないものの、アフリカネイションズカップには2019年大会で悲願の初出場を果たした。ブルンジの著名なサッカー選手としては、かつてイングランド・プレミアリーグのWBAで活躍したサイド・ベラヒーノが知られている。
オリンピック
ブルンジのオリンピックへの参加は遅く、ベルギーから独立して34年後の1996年アトランタ大会に初めてブルンジの選手団が参加し、以後すべての大会に参加している。ブルンジが強い種目は陸上競技であり、ベヌステ・ニョンガボが陸上競技男子5000mで金メダルを獲得し、アロイス・ニジガマも男子10000mで4位となった。その後はメダル獲得から遠ざかっていたものの、2016年リオ大会の陸上競技女子800mで、フランシーヌ・ニヨンサバが銀メダルを獲得した。

## 著名な出身者
- ベヌステ・ニョンガボ - 陸上競技選手
- アロイス・ニジガマ - 陸上競技選手
- サイド・ベラヒーノ - サッカー選手
- モハメド・アミシ - サッカー選手
- マイク・エンダイシミイェ - サッカー選手